# Farid Belhimeur
Farid Belhimeur, né le 8 mai 1984 à Orléans, est un joueur franco-algérien de basket-ball,,.

## Carrière en Clubs
| 2000-2001 | ALM Evreux               | Pro A |
| 2001-2005 | ALM Evreux               | Pro B |
| 2005-2006 | ES Ormes                 | NM2   |
| 2006-2007 | Caen BC                  | NM2   |
| 2007-2008 | USA Liévin               | NM1   |
| 2008-2009 | Boulazac Basket Dordogne | Pro B |

## Palmarès

### Équipe nationale
- Participation au championnat du monde 2002 ( États-Unis)[5]